# Тежина
Тежина је сила којом тело, услед гравитационог дејства, делује на непокретни ослонац или затеже нит о коју је обешено. Тежина тела је једнака гравитационој сили која на њега делује и њен интензитет тада је једнак производу масе тела и убрзања земљине теже
{\displaystyle {\vec {Q}}=m\cdot {\vec {g}}}
где Q означава тежину, уместо уобичајене ознаке F за силу, док је m маса, а g убрзање земљине теже. Тежина је сила, векторска величина, која има исти правац и смер као и убрзање земљине теже. Она је за одређену масу тела константа, на истој тачки земљине кугле, исто као и земљино убрзање.
Када се тело креће убрзано, у зависности од смера и правца, додатна компонента инерцијалне силе се сабира или одузима од тежине. Уколико је убрзање тела једнако интензитету убрзања Земљине теже (a = g), а супротног смера, тада је резултујућа сила која делује на тело једнака нули, па се у том случају каже да је тело у бестежинском стању. С обзиром да је тежина сила, њена јединица у Међународном систему јединица (SI јединице) је иста као и за све друге силе и назива се њутн, а означава са (N). По овоме се она, између осталог, битно разликује од друге физичке величине, под називом маса чија је јединица килограм (kg), а са којом је, иначе, људи у обичном говору често поистовећују. Тако, на пример, тежину сопственог тела или тежину других предмета они обично изражавају у килограмима, не водећи рачуна да је тада реч у ствари о маси, а не о тежини, коју би, у том случају, требало изражавати и мерити у њутнима. Међутим, и ако су свесни да се ради о различитим величинама, овај уврежени начин изражавања или поистовећивања задржао се донекле и међу физичарима и другим научницима, који ће такође за тело веће масе обично рећи да је теже, а не да је масивније од другог тела мање масе. Ипак, и поред тога што тежина тела, као што смо видели, зависи од његове масе, односно што тело веће масе има такође већу и тежину, треба упамтити да тежина и маса нису исте физичке величине. Иначе када се жели изразити тежина неког тела познате масе, важи да је убрзање земљине теже g=9,81 m/s2.
Неки стандардни уџбеници дефинирају тежину као векторску величину, гравитацијску силу која делује на објект. Трећи дефинирају тежину као скаларну величину, величину гравитацијске силе. Други то дефинишу као магнитуду силе реакције која на тело делују механизмима који се супротстављају учинцима гравитације: тежина је величина која се мери, на пример, опружном вагом. Дакле, у стању слободног пада тежина би била нула. У том смислу тежине, земаљски објекти могу бити бестежински: занемарујући отпор ваздуха, позната јабука која пада са стабла, и на свом путу да се сусреће са тлом у близини Исака Њутна, била би бестежинска.

## Историја

### Њутн
Увођење Њутнових закона кретања и развој Њутновог закона универзалне гравитације довели су до знатног даљег развоја концепта тежине. Тежина је постала фундаментално одвојена од масе. Маса је идентификована као основно својство објеката повезано са њиховом инерцијом, док је тежина постала поистовећена са силом гравитације на објекту и стога зависи од контекста објекта. Конкретно, Њутн је сматрао да је тежина релативна у односу на други објекат који изазива гравитационо привлачење, нпр. тежина Земље према Сунцу.

## Дефиниције
Постоји неколико дефиниција тежине, све од којих нису све еквивалентне.

### Гравитациона дефиниција
Најчешћа дефиниција тежине која се налази у уводним уџбеницима физике дефинише тежину као силу коју на тело врши гравитација. Ово се често изражава формулом W = mg, где је W тежина, m маса објекта и g гравитационо убрзање.

Године 1901, 3. Генерална конференција за тегове и мере (CGPM) установила је ово као своју званичну дефиницију тежине: 
„Реч тежина означава величину исте природе као сила: тежина тела је производ његове масе и убрзања услед гравитације.”—  Резолуција 2 Треће Генералне конференције за тегове и мере

Ова резолуција дефинише тежину као вектор, пошто је сила векторска величина. Међутим, неки уџбеници такође узимају тежину као скалар тако што дефинишу:
„Тежина W тела једнака је магнитуди  гравитационе силе на тело.“
Гравитационо убрзање варира од места до места. Понекад се једноставно узима да има стандардну вредност од 9,80665 m/s2, што даје стандардну тежину.
Сила чија је магнитуда једнака mg њутна позната је и као m килограмска тежина (чији израз је скраћен на kg-wt).

### Оперативна дефиниција
У оперативној дефиницији, тежина предмета је сила која се мери операцијом његовог вагања, што је сила коју предмет врши на свој ослонац. Пошто је W сила на тело наниже ка центру земље и нема убрзања у телу, постоји супротна и једнака сила ослонца на тело. Такође је једнака сили којом тело делује на свој ослонац, јер дејство и реакција имају исту бројчану вредност и супротан смер. Ово може да направи значајну разлику, у зависности од детаља; на пример, објекат у слободном паду делује са малом силом на свој ослонац, што је ситуација која се обично назива бестежинско стање.
Оперативна дефиниција, како се обично даје, експлицитно не искључује ефекте узгона, који смањује измерену тежину објекта када је уроњен у течност као што је ваздух или вода. Као резултат тога, може се рећи да плутајући балон или предмет који плута у води има нулту тежину.

### дефиниција
У међународном  стандарду ISO 80000-4:2006, који описује основне физичке величине и јединице у механици као део међународног стандарда ISO/IEC 80000, дефиниција тежине је дата као:

Дефиниција
{\displaystyle F_{g}=mg\,},
где је m маса а g локално убрзање слободног пада.
Напомене
- Када је референтни оквир Земља, ова величина обухвата не само локалну гравитациону силу, већ и локалну центрифугалну силу услед ротације Земље, силу која варира са географском ширином.
- Ефекат атмосферског узгона је искључен из тежине.
- У обичном говору, назив „тежина” и даље се користи тамо где се мисли на „масу”, али ова пракса је застарела.

— ISO 80000-4 (2006)
Дефиниција зависи од изабраног референтног оквира. Када се изабрани оквир креће заједно са предметним објектом онда се ова дефиниција прецизно слаже са оперативном дефиницијом. Ако је наведени оквир површина Земље, тежина према ISO и гравитационим дефиницијама разликују се само по центрифугалним ефектима услед ротације Земље.